# KFM金德
KFM金德控股有限公司，簡稱KFM金德控股，以及KFM金德（英語：KFM KINGDOM HOLDINGS LIMITED，港交所：3816），於1989年，由孫國華（主席）、葉錦培、丘林泉，以及翁正德創立名為「金德精密五金有限公司」。
業務在香港和國內經營提供精密金屬沖壓工具，以及金屬零部件的創新設計工程解決方案及製造服務，總部位於香港新界葵涌葵樂街2-28號裕林工業中心A座10樓3室。
在首天2012年10月15日於港交所上市時，收盤報0.69港元，較招股價（定價為0.68港元，全球發行為1.5億股，而集資額為8,560萬港元）漲幅為1.5%。

## 連結
- Kingdom.com.hk （页面存档备份，存于）